# Kōtoku-in

Der Daibutsu von Kamakura

Der Kōtoku-in (jap. 高徳院) ist ein buddhistischer Tempel in der japanischen Stadt Kamakura. Er beherbergt den Großen Buddha (jap. 大仏 daibutsu), eine der bedeutendsten Darstellungen des Buddha Amitabha (jap. Amida).

## Geschichte
An der Stelle der heutigen Figur befand sich im Kōtoku-in ursprünglich eine aus Holz geschnitzte Buddhafigur in einem hölzernen Tempel. Die ersten Pläne zur Errichtung einer bronzenen Buddhastatue lassen sich bis ins Jahr 1236 zum Priester Toe no Joko zurückverfolgen, in die Zeit des Kamakura-Shogunats unter der Herrschaft von Hōjō Yasutoki.
Im Jahr 1252 begannen möglicherweise die Künstler Ōno Gorōemon (大野 五郎右衛門) und Tanji Hisatomo (丹次 久友) mit der Errichtung einer durch Spenden bezahlten Bronzeskulptur des Shaka-Nyorai-Buddha.
Ursprünglich war die heutige Figur mit Blattgold belegt und befand sich im Inneren eines hölzernen Tempelgebäudes, das eine Grundfläche von 44 Meter × 42,5 Meter hatte. Es stürzte jedoch zuerst 1334 und dann 1369 ein und wurde durch das Meiō-Erdbeben im Jahr 1498, während der Muromachi-Zeit, von einem Tsunami bis zu den Grundmauern fortgerissen. Danach verzichtete man auf einen Wiederaufbau, die Statue steht seither im Freien.
1879 wurde mit dem Sammeln von Spenden für die Wiedererrichtung des Tempelgebäudes begonnen. Der Plan wurde jedoch 1889 aufgegeben und das gespendete Geld zur Verschönerung und Vergrößerung des Geländes verwendet.
In den Jahren 1960 und 1961 fand eine Restaurierung der Statue statt, bei der der Hals der Figur verstärkt und verbesserte Maßnahmen zur Erdbebensicherheit getroffen wurden.

## Eigenschaften und Darstellung
| Gewicht       | 121 t   |
| Höhe          | 13,35 m |
| Gesicht       | 2,35 m  |
| Auge          | 1 m     |
| Ohr           | 1,9 m   |
| Mund          | 0,82 m  |
| Knie bis Knie | 9,1 m   |
| Daumenumfang  | 0,85 m  |

Der Daibutsu ist 13,35 Meter hoch und besteht aus mehreren getrennt gegossenen und kunstvoll zusammengefügten Teilen. Er hat ein Gewicht von 121 Tonnen. Die Skulptur kann über einen Eingang auf der Rückseite des Sockels gegen Entgelt betreten und von innen besichtigt werden. In ihrem Rücken können zwei 1736 gestiftete, große Aussichtsfenster geöffnet werden.
Die Darstellung des Daibutsu im Kōtoku-in folgt stilistisch der buddhistischen Kunst der Kamakura-Zeit (1192–1333) in Japan.
Wie zumeist, wird Buddha Amitabha auch hier in sitzender Meditationshaltung gezeigt. Seine Hände ruhen in seinem Schoß (Dhyana-Mudra), dabei sind in dieser besonderen Form die Zeigefinger aufgerichtet und bilden durch die Berührung der Daumen zwei Dreiecke (Amitabha Dhyana-Mudra, jap. Amida Jō-in). Unter den neun Begrüßungsgesten (jap. Raigō), mit denen Amitabha gemäß der japanischen Tradition des Amitabha-Buddhismus Verstorbene im „Reinen Land“ begrüßt, ist dies die höchste, genannt Jōbon Jōshō. Seine Füße sind unter dem Gewand verborgen, was auf die Stellung Amitabhas als einer der bedeutendsten esoterischen, tantrischen Buddhas hinweist.

## Bilder

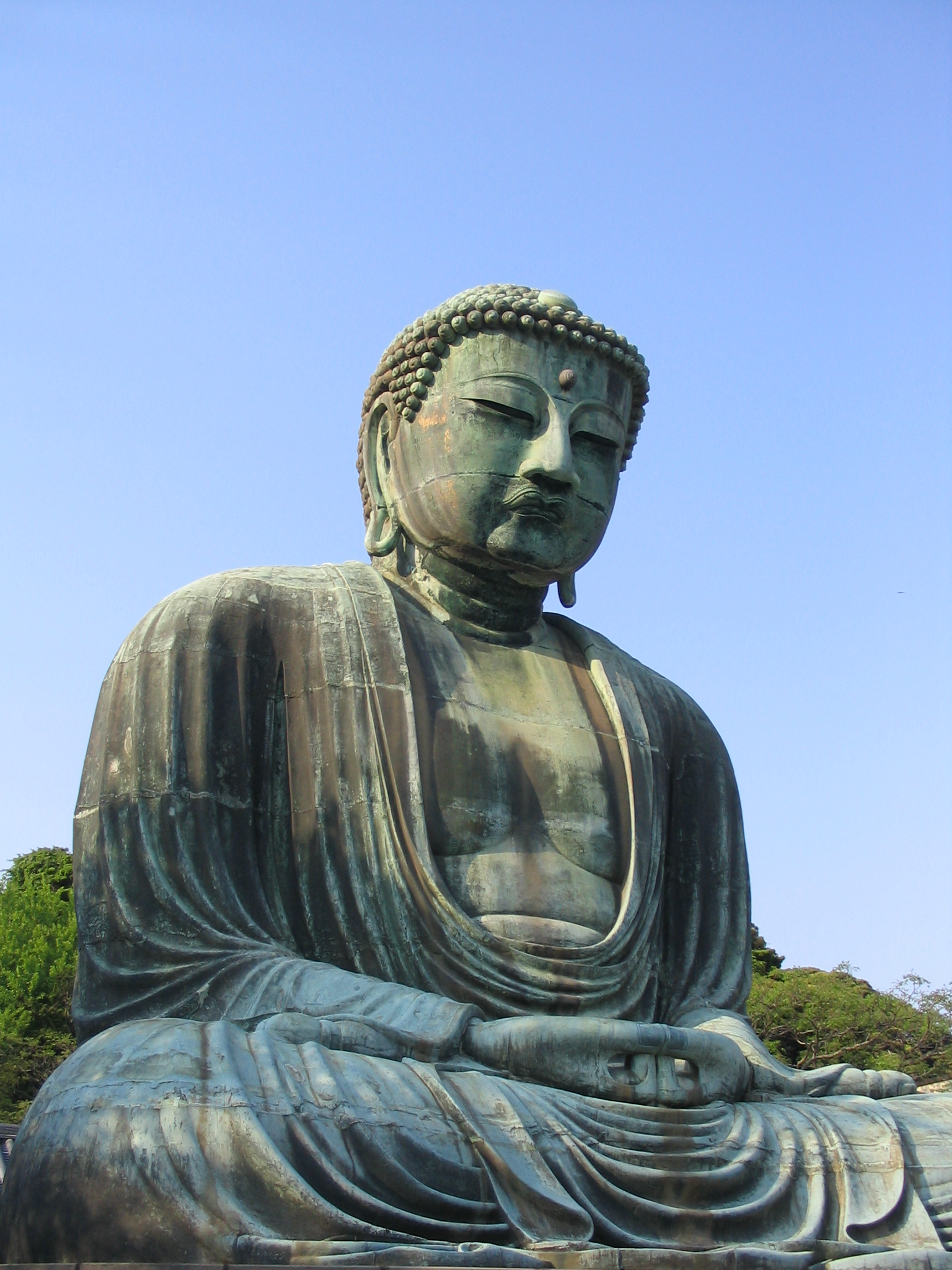
Der große Buddha
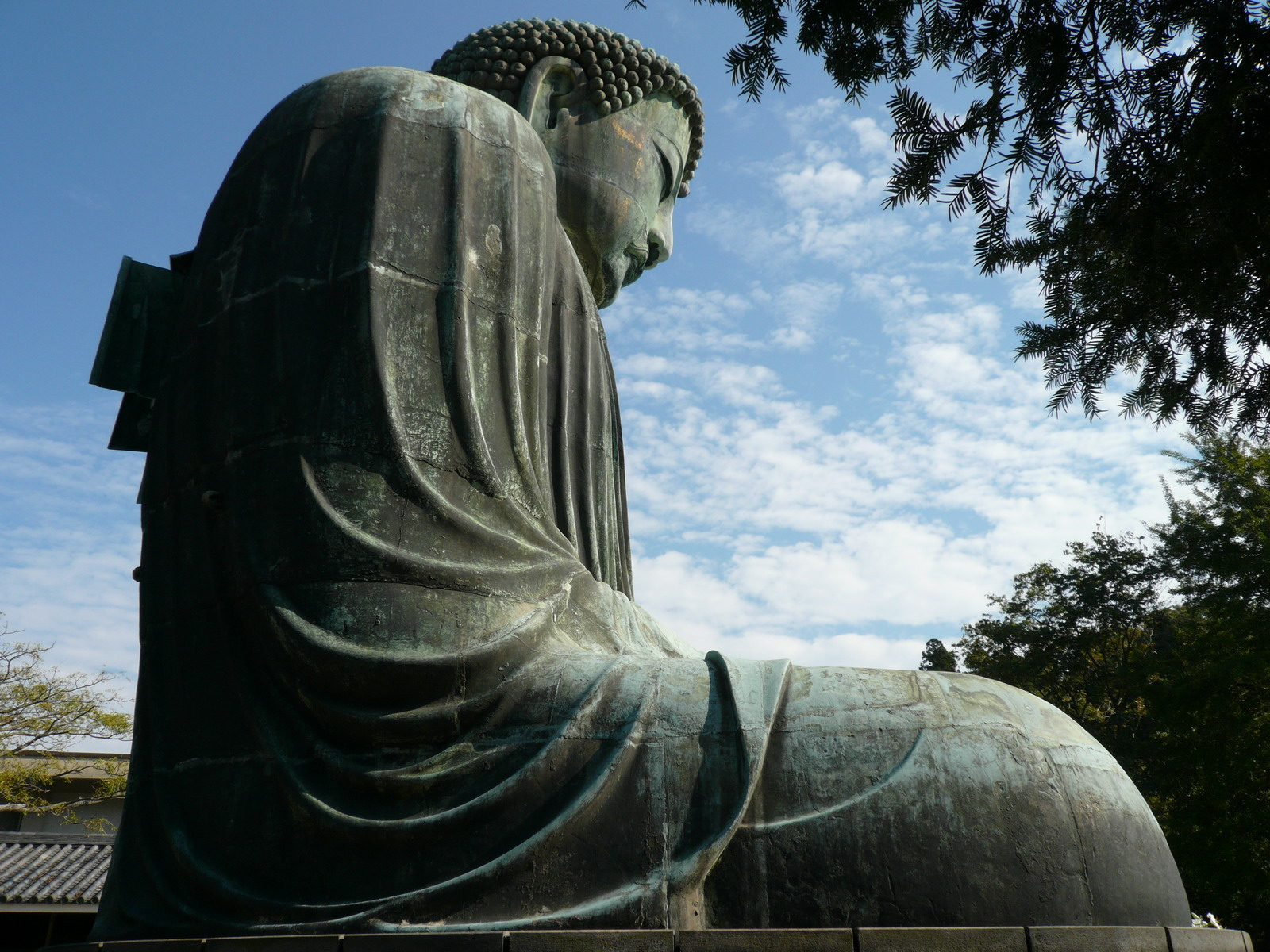
Der große Buddha, Kamakura
Der Daibutsu zur Zeit der Kirschblüte
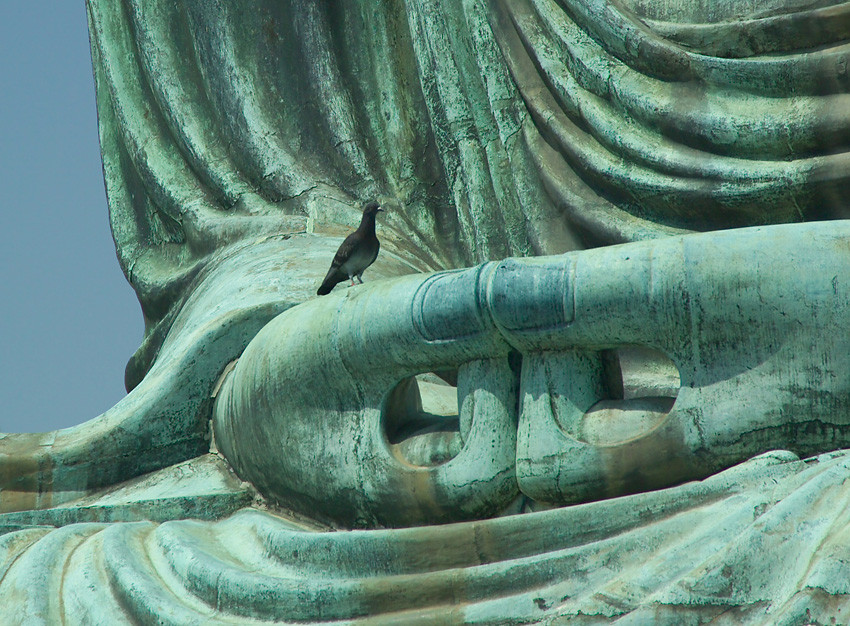
Die Meditationsgeste der Hände (jap. Amida Jō-in)
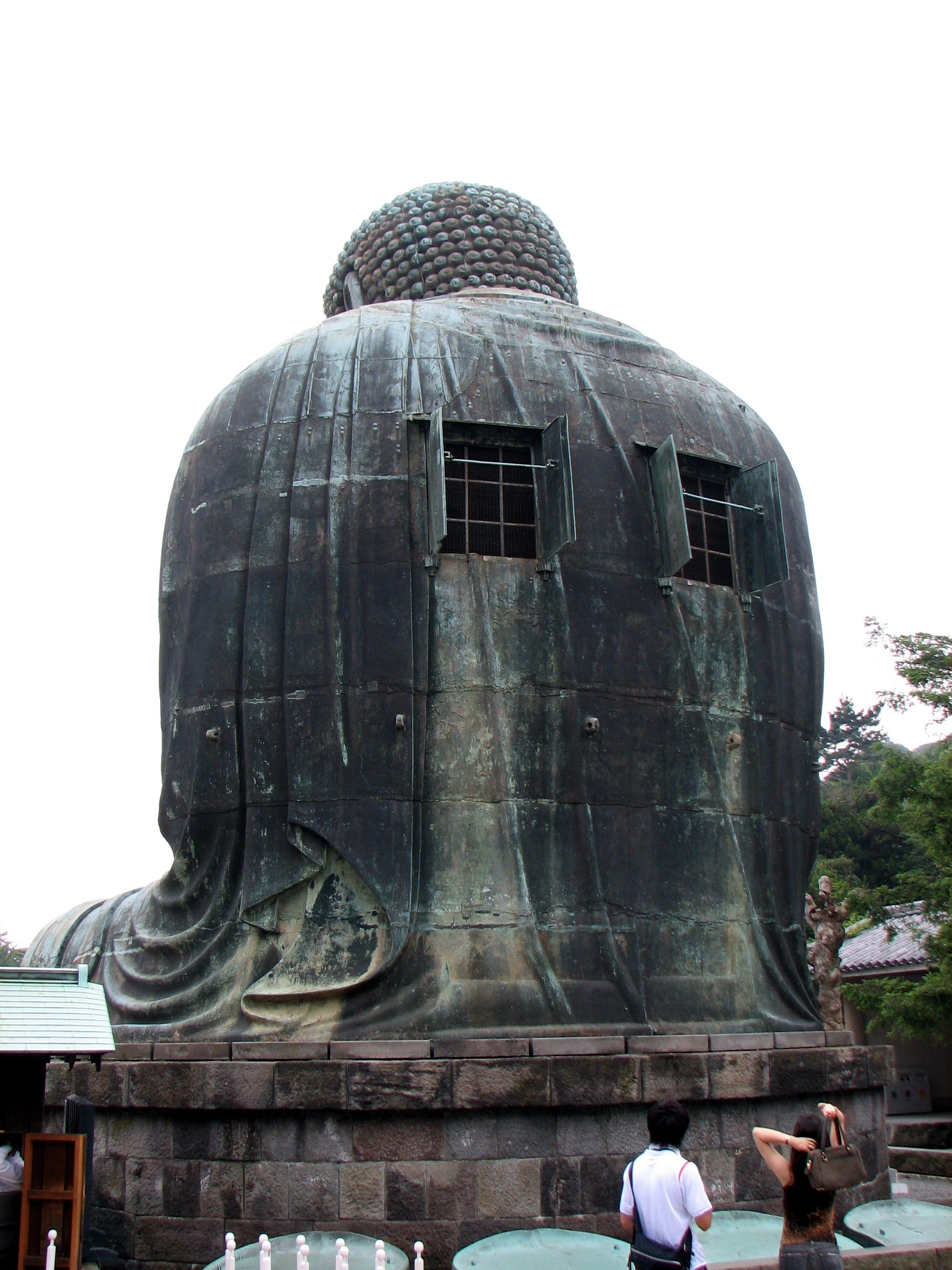
Rückseite der Figur mit geöffneten Aussichtsfenstern
Ansicht der Bronzegussteile im Inneren der Figur
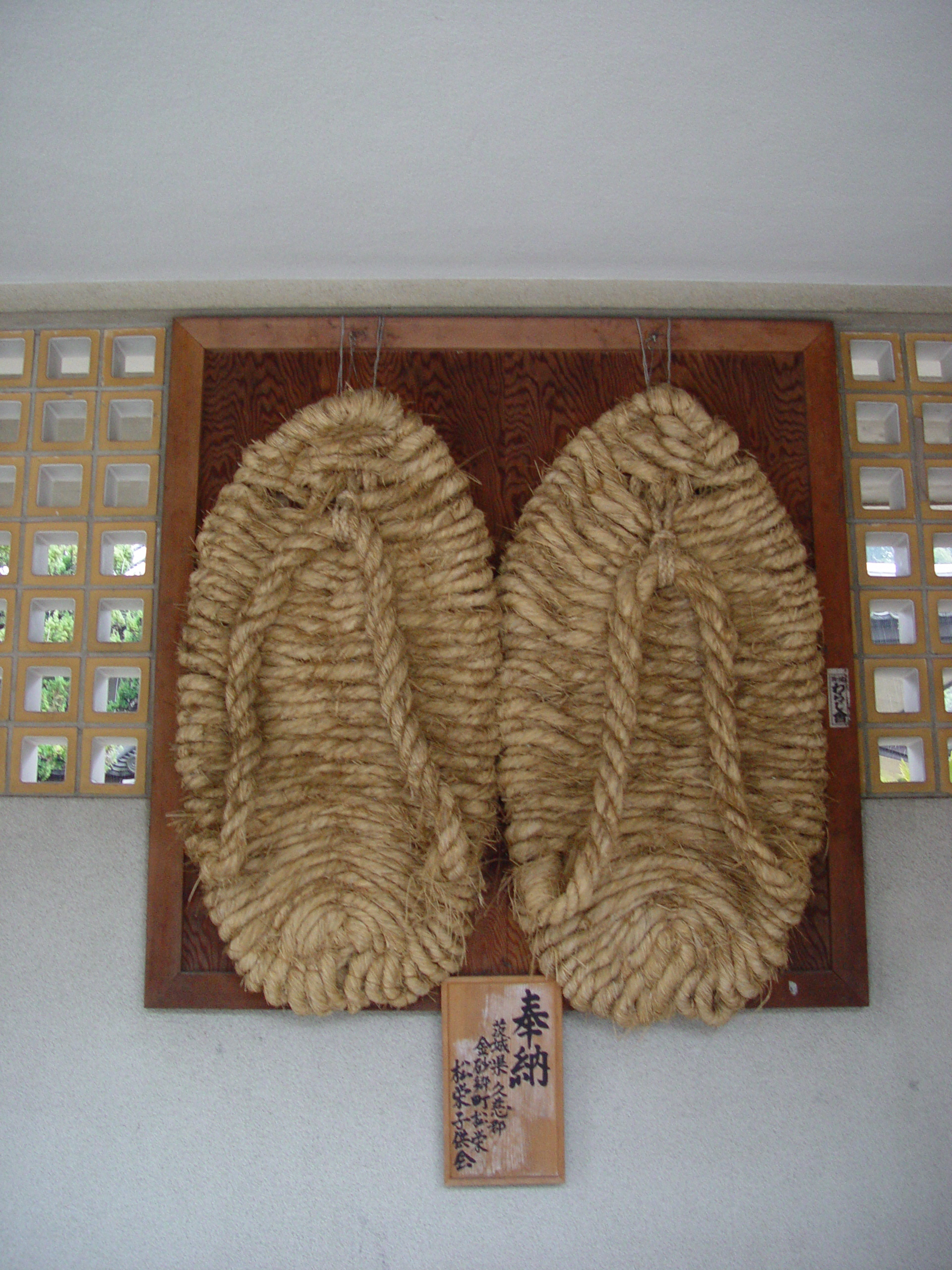
Die Schuhe des Daibutsu in einem Wandelgang an der Seite der Statue
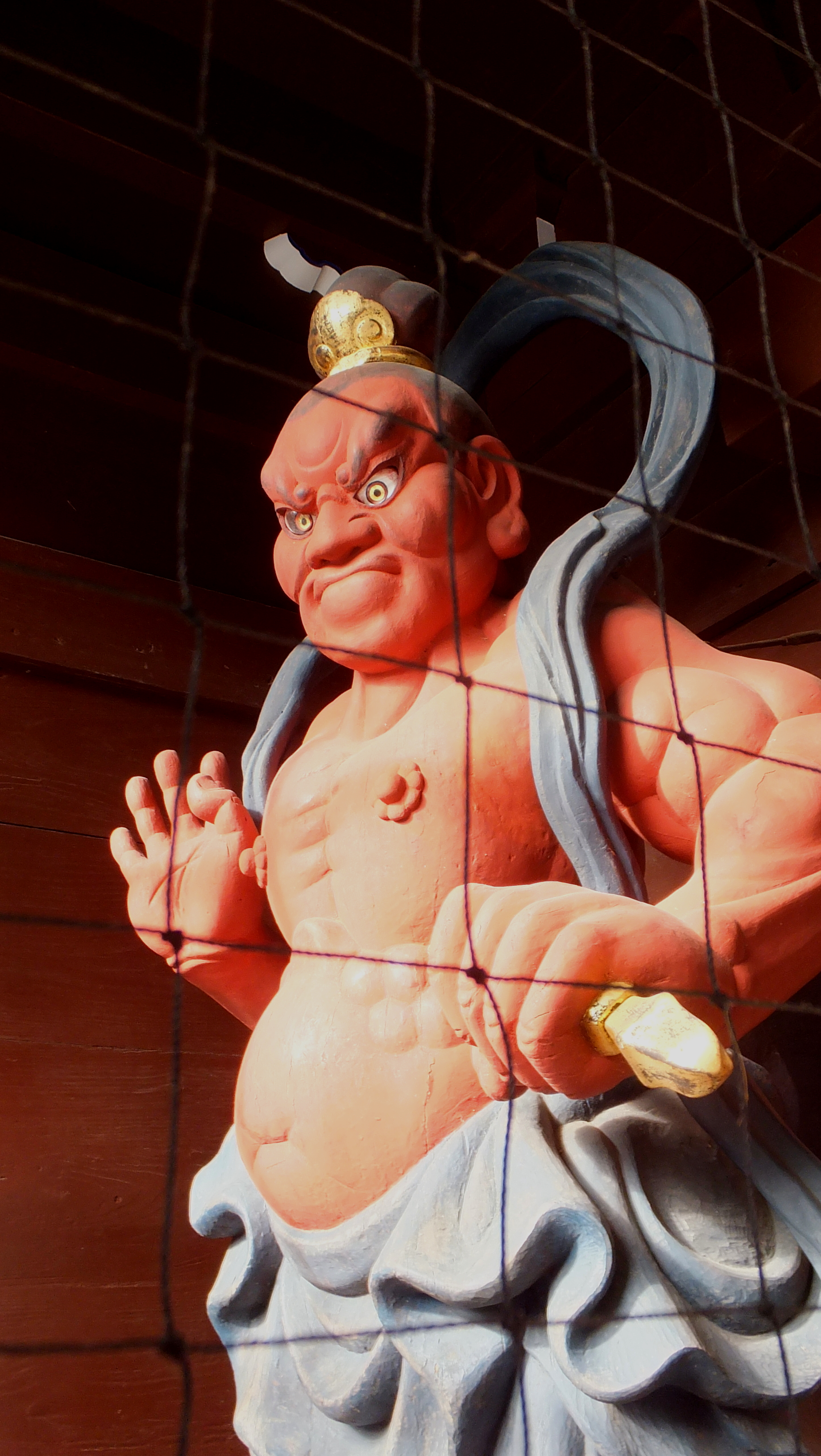
Einer der Nios im Hauptbogen

## Sonstiges
- Die ersten westlichen Reiseberichte über den Kōtoku-in stammen aus dem frühen 17. Jahrhundert: 1607 besuchte ein Pater Rodrigues den Ort, und 1618 ein englischer Captain namens Saris.
- Einige Grundsteine der 1498 zerstörten Halle lagen bis Anfang des 20. Jahrhunderts noch an ihren ursprünglichen Plätzen rund um die Figur.
- Die beiden links und rechts von der Statue stehenden Bronzelaternen wurden im Januar 1712 gestiftet und trugen bis Ende des 19. Jahrhunderts spitz zulaufende Abschlüsse.
- Rudyard Kipling hat der Buddhastatue im Vorwort zu seinem 1901 veröffentlichten Roman „Kim“ einige Gedichtstrophen gewidmet.
- Lafcadio Hearn hat in seinem Werk „Isuzo“ 1905 (deutsch 1909) einen Reisebericht in einem Kapitel verfasst.
- Etwas oberhalb der Anlage beginnt ein Wanderweg durch die Hügel oberhalb der Stadt, an dem mehrere Tempel liegen, und der beim Tempel Jōchi-ji endet.